# کلارنس آکونیا
کلارنس آکونیا (اسپانیایی: Clarence Acuña‎؛ زادهٔ ۸ فوریهٔ ۱۹۷۵) بازیکن فوتبال اهل شیلی است.

## باشگاهی
از باشگاه‌هایی که در آن بازی کرده‌است می‌توان به باشگاه فوتبال روساریو سنترال، باشگاه فوتبال یونیورسیداد شیلی، و باشگاه فوتبال نیوکاسل یونایتد اشاره کرد.

## تیم ملی
وی همچنین در تیم ملی فوتبال شیلی بازی کرده‌است.